# Palácio Barriga Verde
O Palácio Barriga Verde é a atual sede da Assembleia Legislativa de Santa Catarina, inaugurado em 14 de Dezembro de 1970, com o objetivo de abrigar o Poder Legislativo estadual, a pedra fundamental foi lançada em 1966, por Lecian Slovinski na época, era o então presidente da Alesc, antes o legislativo ficava sediado no Palácio do Congresso, em 1956 o edifício fora destruído por um incêndio, então ficando abrigado temporariamente em um quartel da Policia militar de Santa Catarina.
Ivo Silveira, na época Governador do estado, foi um dos grandes incentivadores da empreitada, Ivo havia sido presidente da câmara no ano de 1963, este tinha um grande apreço pela construção, que foi inaugurada em seu período de governo.
O ex-governador citou que o edifício custou, 4,35 milhões de cruzeiros, quitados com recursos da administração direta. “O Legislativo não dispunha de orçamento para isso. Assim, os trabalhos aconteciam à medida que se tinha dinheiro”, afirmou.